# Pterogenia rubriceps
Pterogenia rubriceps är en tvåvingeart som först beskrevs av Meijere 1919.  Pterogenia rubriceps ingår i släktet Pterogenia och familjen bredmunsflugor. Inga underarter finns listade i Catalogue of Life.